# Gonia lusitanica
Gonia lusitanica là một loài ruồi trong họ Tachinidae.